# (1111) Reinmuthia
(1111) Reinmuthia ist ein Asteroid des Hauptgürtels, der am 11. Februar 1927 von dem deutschen Astronomen Karl Wilhelm Reinmuth an der Landessternwarte Heidelberg-Königstuhl der Universität Heidelberg entdeckt wurde.
Der Asteroid ist nach seinem Entdecker Karl Wilhelm Reinmuth benannt.